# Erik Bergstedt
Wilhelm Erik Bergstedt, född 9 april 1760 i Strängnäs, död 1 mars 1829 i Klara församling i Stockholm, var en svensk diplomat, statssekreterare och reseskildrare.

## Biografi
Erik Bergstedt var son till kyrkoherden i Floda socken Jöns Bergstedt och Eva Margareta Alstrin, dotter till biskop Eric Alstrin; på sin mormors sida var han ättling till ärkebiskop Mattias Steuchius och Bureätten. Vid femton års ålder inskrevs han vid Uppsala universitet, och avlade fyra år senare Kungliga kanslikollegiets examen med ett särskilt intyg från Carl Fredrik Georgii att hans studier i historia varit framgångsrika. Han anställdes samma år vid kanslikollegiets utrikesexpedition som kanslist, men lämnade Sverige 1784 då han sändes till Köpenhamn, vilket var hans första diplomatiska uppdrag. Han hemkallades året därefter, men hade från 1786 till 1790 sin tjänst förlagd utomlands, i Sankt Petersburg, Berlin och Paris, slutligen med titeln ambassadsekreterare. Under dessa tjänster avslöjande han Göran Sprengtportens förräderi med den ryska kejsarinnan, men eftersom Sprengtporten förekom honom blev han återkallad från Ryssland. Han gjorde sig under den tiden nyttig eftersom han lyckades spåra flera hemliga meddelanden.
Bergstedt återkallades till svenska Finland av Gustav III år 1790 där han fungerade som kungens handsekreterare, men sändes snart till Aachen, och blev 1791 chargé d'affaires i Paris. Hans uppgift i Frankrike bestod delvis, till följd av Franska revolutionen, i att spionera på Erik Magnus Staël von Holstein angående dennes förbindelser med revolutionärer. I detta uppdrag kom Bergstedt att försvara Staël von Holstein, till Gustav III:s missbehag, möjligen på grund av att han tagit intryck av upplysningstidens liberala idéer. När Gustav III mördades visade dock Bergstedt en stark avsky mot dådet.
Gustav IV Adolfs förmyndarregering skickade Bergstedt till London år 1792, men han entledigades senare samma år. Denna tjänst var hemlig och bestod i att vid sidan av den ordinarie utsände, Gustaf Adam von Nolcken, avge berättelser från England. Bergstedt kunde därifrån rapportera att Gustaf Mauritz Armfelt inte anlände till England, vilket denne påstod. Bergstedt hemkallades en kort tid, för att 1793 öppet få von Nolckens tjänst i London, men även denna gång varade placeringen mindre än ett år.
När Bergstedt 1793 entledigades fick han tillåtelse att företa en privat utrikes resa. Han besökte Spanien, Italien, Konstantinopel, Egypten, Rhodos, Smyrna, Aten, Korint och Patras.
1802 till 1805 gav han ut Resa till Propontiden och Svarta hafvet, en översättning och kommentar av Jean-Baptiste Lechevaliers arkeologiska reseskildring Voyage de la Propontide et du Pont Euxin om denna trakt. Han verkade också politiskt med förslag om att upprätta bättre handelsförbindelser med Italien samt nedtecknade intryck från resan.
Bergstedt blev 1799 kansliråd och 1803 ledamot av Kungliga Vitterhets Historie och Antikvitets Akademien där hans inträdestal handlade om de pyramider som han sett i Egypten.
Under statsvälvningarna 1809 knöts Bergstedt till Georg Adlersparre och deltog i riksdagarna 1809–1810 och 1823. Han företrädde då emfatiskt liberala ståndpunkter mot aristokratin till exempel genom att vilja avskaffa frälsejord, och arbetade för att införa förtjänstbaserade befordringsgrunder i staten. Bergstedt förordade att statssekreterarna skulle upptas i statsrådet, vilket hörsammades i 1809 års regeringsform, och var den som först föreslog inrättandet av statsrådsberedningen. Han deltog också i skapandet av kanslistyrelsen och 1811 års kommitté för styrelseverkens omorganisation, samt var sekreterare i tronföljdsutskottet. 1812 blev han statssekreterare.
Vid sidan av sina ordinarie uppdrag, var han under korta perioder efter 1809 överpostdirektör, chef för kabinettet, ledamot av nummerlotteriet, och inspektor för alla katolska och reformerta kyrkor i Sverige.
Han adlades 1809 under namnet Bergstedt och introducerades med nummer 2 199 på Riddarhuset. Bergstedt förblev ogift och slöt själv sin ätt. År 1809 blev han också riddare av Nordstjärneorden.

### Översättningar
- Resa till Propontiden och Svarta hafvet, 1802–1805